# Cécile Yu So-sa
Pour les articles homonymes, voir Sainte Cécile et Yu.
Cécile Yu So-sa (en coréen 유소사 체칠리아) est une laïque chrétienne coréenne, martyre et sainte, née en 1761 à Séoul en Corée, morte en prison le 23 novembre 1839 à Séoul.
Reconnue martyre et béatifiée en 1925 par Pie XI, elle est solennellement canonisée à Séoul par le pape Jean-Paul II le 6 mai 1984 avec un groupe de 102 autres martyrs de Corée. 
Sainte Cécile Yu So-sa est fêtée le 23 novembre et le 20 septembre.

## Biographie
Cécile Yu So-sa naît en 1761 à Séoul, en Corée. Elle est la seconde femme de Augustin Chong Yak-jong, martyrisé en 1801, et la mère des futurs martyrs Paul Chong Hasang et Elisabeth Chong Chong-Hye. 
Cécile Yu devient catholique grâce à la persuasion de son mari. Quand son mari Augustin Chong Yak-jong est arrêté, elle-même est également arrêtée, leurs trois enfants aussi. Elle montre beaucoup de courage et de foi. Elle est relâchée plus tard avec ses enfants, mais tous leurs biens sont confisqués. Elle part alors vivre chez le frère de son mari à Majae (Mahyon) à Gwangju, dans la province de Gyeonggi, mais elle n'y est pas bien traitée.
Une nuit, elle rêve que son mari, mort martyr, lui dit dans le rêve qu'il a préparé une maison au paradis avec huit chambres, dont cinq sont occupées et les trois autres sont vacantes, réservées pour elle et pour leurs enfants restants. En effet, cinq des huit membres de la famille ont déjà été martyrisés. Ce rêve est une source d'encouragement pour Cécile.
Son fils Paul Chong Hasang s'implique fortement pour faire venir des missionnaires étrangers en Corée, et elle est séparée de lui pendant longtemps. Cette séparation est une épreuve pour elle. Lorsque son fils devient assistant de l'évêque et d'autres prêtres, elle peut les suivre et vit avec son fils. Quand elle devient trop âgée pour travailler, elle passe son temps en prière. Sa charité est grande, elle se prive parfois de nourriture au profit des autres.
Un de ses neveux lui propose en 1839 une maison à la campagne pour y être à l'abri de la persécution. Mais elle refuse, préférant être martyrisée avec son fils Paul. 
Elle est arrêtée le 19 juillet 1839 à 79 ans. Malgré son âge avancé, elle est traitée comme une grande criminelle. Elle refuse de renoncer à sa foi et de révéler la cachette des autres catholiques. Elle est fouettée plus de 200 fois. Elle désire être décapitée comme son fils, mais la loi de l'époque interdit de décapiter les personnes âgées. Les magistrats essayent de la faire battre à mort, mais elle endure tous les coups avec courage et patience. Cécile Yu So-sa meurt finalement en prison à même le sol, en prononçant les noms de Jésus et de Marie, le 23 novembre 1839.

## Canonisation
Cécile Yu So-sa est reconnue martyre par décret du Saint-Siège le 9 mai 1925 et ainsi proclamée vénérable. Elle est béatifiée (proclamée bienheureuse) le 6 juin suivant par le pape Pie XI.
Elle est canonisée (proclamée sainte) par le pape Jean-Paul II le 6 mai 1984 à Séoul en même temps que 102 autres martyrs de Corée,. 
Sainte Cécile Yu So-sa est fêtée le 23 novembre, jour anniversaire de sa mort, et le 20 septembre, qui est la date commune de célébration des martyrs de Corée.